# Фемто-
Фемто- (femto-) — префікс системи SI, що означає множник 10−15 або 0,000 000 000 000 001. Вживається разом з метричними та деякими іншими одиницями вимірювання. Префікс затверджено 1964 року на 12-й Конференції Міжнародного бюро мір та ваг. Назва походить від данського слова femten, що означає п'ятнадцять.
- Українське позначення: ф
- Міжнародне позначення: f

Приклад використання:
- Одна фемтосекунд=10 −15 с
- Один фемтоджоуль=10 −15 Дж

Приклад величини:
- Протон має діаметр близько 0,85 фемтометра[1].

Зауважимо, що фемтометр (10 -15 м) має точно таке ж позначення (фм), як і позасистемна одиниця вимірювання фермі, якій вона еквівалентна. Фермі, названа на честь Енріко Фермі, часто використовується у ядерній фізиці.